# 周岩
周岩（1832年—1905年），字伯度，号鹿起山人，山阴县（今浙江省绍兴市）人，清朝晚期医学家，著有《六气感证要义》和《本草思辨录》。

## 生平
咸丰六年（1856年），周岩进京，结果患上了寒痢，找来医生治病，差点被庸医误诊而死，于是他立志成为名医，拯救世人。周岩遍览古今医术，善于医学理论。
周岩后来出任山西祈县、安徽舒城县、盱眙县等县县令，晚年回到家乡潜心著述。

## 思想
周岩处于清朝晚期，西学东渐，许多中医都放弃了，人民开始学习西医，周岩对此表示反，认为应该中西合璧。周岩认为中医的弊端，不在守旧而在弃旧，所以推崇清朝徐大椿、陈修园、尤在泾等尊经派医学家的思想，诋毁王清任，并且说唐容川“持中西之平，阐造物之秘，洵为有功于医学”，抨击西医是“遗气化而究形质”，周岩对待西医的态度与唐容川“持中西之平”观点相仿。

## 著作
- 《六气感证要义》
- 《本草思辨录》